# Miodrag Belodedici
Miodrag Belodedici (srbskou cyrilicí Миодраг Белодедић, Miodrag Belodedić; * 20. května 1964, Socol) je bývalý rumunský fotbalový obránce a reprezentant srbského původu, který hrál na postu libera. Účastník Mistrovství světa 1994, Mistrovství Evropy 1996 a 2000.
V roce 1987 se umístil na 2. místě v anketě Fotbalista roku Rumunska, v letech 1986 a 1988 pak na třetím.

## Klubová kariéra
Díky svým elegantním kličkám měl přezdívku „jelen“. Velkou část své profesionální kariéry strávil v klubu FC Steaua București, se kterým získal řadu domácích trofejí (ligové tituly a pohárové triumfy) a především Pohár mistrů evropských zemí (1985/86). Tutéž trofej (PMEZ) získal následně i s jugoslávským klubem Crvena zvezda Bělehrad v sezóně 1990/91, čímž se stal vůbec prvním fotbalistou, který ji získal se dvěma různými kluby. Hrál také ve Španělsku (za kluby Valencia CF, Real Valladolid a Villarreal CF) a v Mexiku (za Atlante FC). Profesionální kariéru ukončil ve Steaue (kde ji i zahájil).

## Reprezentační kariéra
Belodedici reprezentoval Rumunsko v mládežnické kategorii do 21 let.
V rumunském reprezentačním A-mužstvu debutoval 31. července 1984 během asijského turné v přátelském zápase proti Číně, kde odehrál kompletní počet minut. Rumunsko vyhrálo 1:0.
Zúčastnil se Mistrovství světa 1994 v USA (vyřazení Švédskem na penalty ve čtvrtfinále), Mistrovství Evropy 1996 v Anglii (vyřazení v základní skupině B, Rumunsko nezískalo ani bod) a Mistrovství Evropy 2000 v Belgii a Nizozemsku (porážka 0:2 ve čtvrtfinále proti Itálii).
Během svého působení v národním týmu vstřelil celkem 5 reprezentačních branek.